# Ginástica nos Jogos Olímpicos de Verão da Juventude de 2010
As competições de ginástica nos Jogos Olímpicos de Verão da Juventude de 2010 foram disputadas entre 16 e 25 de agosto no Bishan Sports Hall, em Singapura.
Foram realizadas provas de ginástica artística, ginástica rítmica e ginástica de trampolim. No total são disputadas 16 provas, sendo oito masculinas e oito femininas (duas delas da ginástica rítmica). Estão habilitados para competir apenas os ginastas que não tenham participado de nenhuma competição sênior, com idade entre 15 e 17 anos.

## Calendário
Ginástica artística
| Data         | Dia          | Início | Detalhes                   |
| ------------ | ------------ | ------ | -------------------------- |
| 18 de agosto | Quarta-feira | 18:00  | Individual geral masculino |
| 19 de agosto | Quinta-feira | 18:00  | Individual geral feminino  |
| 21 de agosto | Sábado       | 18:00  | Solo masculino             |
| 21 de agosto | Sábado       | 18:50  | Salto feminino             |
| 21 de agosto | Sábado       | 19:25  | Cavalo com alças           |
| 21 de agosto | Sábado       | 20:25  | Barras assimétricas        |
| 21 de agosto | Sábado       | 20:55  | Argolas                    |
| 22 de agosto | Domingo      | 18:00  | Salto masculino            |
| 22 de agosto | Domingo      | 18:50  | Trave                      |
| 22 de agosto | Domingo      | 19:25  | Barras paralelas           |
| 22 de agosto | Domingo      | 20:25  | Solo feminino              |
| 22 de agosto | Domingo      | 20:55  | Barra fixa                 |

Ginástica rítmica
| Data         | Dia          | Início | Detalhes         |
| ------------ | ------------ | ------ | ---------------- |
| 25 de agosto | Quarta-feira | 14:45  | Individual geral |
| 25 de agosto | Quarta-feira | 18:20  | Grupo geral      |

Ginástica de trampolim
| Data         | Dia         | Início | Detalhes        |
| ------------ | ----------- | ------ | --------------- |
| 20 de agosto | Sexta-feira | 14:40  | Final feminino  |
| 20 de agosto | Sexta-feira | 19:10  | Final masculino |

## Medalhistas

### Ginástica artística
Masculino
| Evento                    | Ouro                             | Prata                       | Bronze                      |
| ------------------------- | -------------------------------- | --------------------------- | --------------------------- |
| Individual geral detalhes | Yuya Kamoto JPN Japão            | Oleg Stepko UKR Ucrânia     | Zhu Xiaodong CHN China      |
| Solo detalhes             | Ernesto Vila Sarría CUB Cuba     | Oleg Stepko UKR Ucrânia     | Zhu Xiaodong CHN China      |
| Cavalo com alças detalhes | Oleg Stepko UKR Ucrânia          | Sam Oldham GBR Grã-Bretanha | Daniil Kazachkov RUS Rússia |
| Argolas detalhes          | Andrei Muntean ROU Romênia       | Yuya Kamoto JPN Japão       | Néstor Abad ESP Espanha     |
| Salto detalhes            | Ganbatyn Erdenebold MGL Mongólia | Ferhat Arıcan TUR Turquia   | Néstor Abad ESP Espanha     |
| Barras paralelas detalhes | Oleg Stepko UKR Ucrânia          | Andrei Muntean ROU Romênia  | Ludovico Edalli ITA Itália  |
| Barra fixa detalhes       | Sam Oldham GBR Grã-Bretanha      | Néstor Abad ESP Espanha     | Zhu Xiaodong CHN China      |

Feminino
| Evento                       | Ouro                       | Prata                       | Bronze                      |
| ---------------------------- | -------------------------- | --------------------------- | --------------------------- |
| Individual geral detalhes    | Viktoria Komova RUS Rússia | Tan Sixin CHN China         | Carlotta Ferlito ITA Itália |
| Salto detalhes               | Viktoria Komova RUS Rússia | María Vargas ESP Espanha    | Carlotta Ferlito ITA Itália |
| Barras assimétricas detalhes | Viktoria Komova RUS Rússia | Tan Sixin CHN China         | Jonna Adlerteg SWE Suécia   |
| Trave detalhes               | Tan Sixin CHN China        | Carlotta Ferlito ITA Itália | Angela Donald AUS Austrália |
| Solo detalhes                | Tan Sixin CHN China        | Diana Bulimar ROU Romênia   | Viktoria Komova RUS Rússia  |

### Ginástica rítmica
| Evento                    | Ouro                                                                       | Prata                                                                                                   | Bronze                                                                   |
| ------------------------- | -------------------------------------------------------------------------- | --- | ------------------------------------------------------------------------ |
| Individual geral detalhes | Alexandra Merkulova RUS Rússia                                             | Arina Charopa BLR Bielorrússia                                                                          | Jana Berezko-Marggrander GER Alemanha                                    |
| Grupo geral detalhes      | Ksenia Dudkina Alina Makarenko Karolina Sevastyanova Olga Ilina RUS Rússia | Farida Sherif Eid Jacinthe Tarek Eldeeb Manar Khaled Mohamed Elgarf Aicha Mohamed Tarek Niazi EGY Egito | Katrina Cameron Melodie Omidi Anjelika Reznik Victoria Reznik CAN Canadá |

### Ginástica de trampolim
| Evento                        | Ouro                        | Prata                                 | Bronze                    |
| ----------------------------- | --------------------------- | ------------------------------------- | ------------------------- |
| Individual masculino detalhes | Oleksandr Satin UKR Ucrânia | He Yuxiang CHN China                  | Ginga Munetomo JPN Japão  |
| Individual feminino detalhes  | Dong Yu CHN China           | Sviatlana Makshtrova BLR Bielorrússia | Chisato Doihata JPN Japão |

## Quadro de medalhas
| Pos.                | País                | Ouro | Prata | Bronze | Total |
| ------------------- | ------------------- | ---- | ----- | ------ | ----- |
| 1                   | RUS Rússia          | 5    | 0     | 2      | 7     |
| 2                   | CHN China           | 3    | 3     | 3      | 9     |
| 3                   | UKR Ucrânia         | 3    | 2     | 0      | 5     |
| 4                   | ROU Romênia         | 1    | 2     | 0      | 3     |
| 5                   | JPN Japão           | 1    | 1     | 2      | 4     |
| 6                   | GBR Grã-Bretanha    | 1    | 1     | 0      | 2     |
| 7                   | CUB Cuba            | 1    | 0     | 0      | 1     |
| 7                   | MGL Mongólia        | 1    | 0     | 0      | 1     |
| 9                   | ESP Espanha         | 0    | 2     | 2      | 4     |
| 10                  | BLR Bielorrússia    | 0    | 2     | 0      | 2     |
| 11                  | ITA Itália          | 0    | 1     | 3      | 4     |
| 12                  | EGY Egito           | 0    | 1     | 0      | 1     |
| 12                  | TUR Turquia         | 0    | 1     | 0      | 1     |
| 14                  | GER Alemanha        | 0    | 0     | 1      | 1     |
| 14                  | AUS Austrália       | 0    | 0     | 1      | 1     |
| 14                  | CAN Canadá          | 0    | 0     | 1      | 1     |
| 14                  | SWE Suécia          | 0    | 0     | 1      | 1     |
| Total (17 entradas) | Total (17 entradas) | 16   | 16    | 16     | 48    |